# Trofeo Ramón de Carranza 2017
El Trofeo Ramón de Carranza 2017 fue la  LXIII edición  de dicho torneo. Los encuentros se disputaran del 11 de agosto al 12 de agosto en el Estadio Ramón de Carranza, en esta ocasión participaron el Cádiz, Las Palmas, Málaga y Villarreal; las semifinales el 11 de agosto y el 12 de agosto se disputó el tercer lugar y la final.

## Cuadro
|  | Semifinales          | Semifinales          |   |       | Final                | Final                |  |
|  | 11 de agosto de 2017 | 11 de agosto de 2017 |   |       | 12 de agosto de 2017 | 12 de agosto de 2017 |  |
|  |                      |                      |   |       |                      |                      |  |
|  |                      |                      |   |       |                      |                      |  |
|  | Cádiz                | 0                    |   |       |                      |                      |  |
|  | Las Palmas           | 1                    |   |       |                      |                      |  |
|  |                      |                      |   |       |                      |                      |  |
|  |                      |                      |   |       |                      |                      |  |
|  |                      |                      |   |       | Las Palmas           | 2                    |  |
|  |                      | Málaga               | 0 |       |                      |                      |  |
|  |                      |                      |   |       |                      |                      |  |
|  |                      |                      |   |       |                      |                      |  |
|  |                      |                      |   |       | Tercer puesto        |                      |  |
|  |                      |                      |   |       |                      |                      |  |
|  | Málaga               | 1                    |   | Cádiz | 0                    |                      |  |
|  | Villarreal           | 0                    |   |       | Villarreal           | 3                    |  |

## Semifinales
| 11 de agosto de 2017, 18:30 | Cádiz | 0:1 (0:1) | Las Palmas  | Estadio Ramón de Carranza, Cádiz                           |                                                            |
|                             |       | Reporte   | Calleri 27' | Asistencia: 13.758 espectadores Árbitro(s): Milla Alvendiz | Asistencia: 13.758 espectadores Árbitro(s): Milla Alvendiz |

| 11 de agosto de 2017, 22:00 | Málaga                 | 1:0 (0:0) | Villarreal | Estadio Ramón de Carranza, Cádiz |                            |
|                             | Adrián González 90'+2' | Reporte   |            | Árbitro(s): Alberola Rojas       | Árbitro(s): Alberola Rojas |

## Tercer puesto
| 12 de agosto de 2017, 19:00 | Cádiz | 0:3 (0:1) | Villarreal                     | Estadio Ramón de Carranza, Cádiz                              |                                                               |
|                             |       |           | Soriano 18' · Bakambu 63', 65' | Asistencia: 9.760 espectadores Árbitro(s): Expósito Jaramillo | Asistencia: 9.760 espectadores Árbitro(s): Expósito Jaramillo |

## Final
| 13    | Guardameta     | Chichizola          |     |
| 22    | Defensa        | Navarro             |     |
| 17    | Defensa        | Bigas               |     |
| 23    | Defensa        | Castellano          |     |
| 2     | Defensa        | Simón               |     |
| 27    | Centrocampista | González            |     |
| 3     | Defensa        | Lemos               | 80' |
| 24    | Centrocampista | Tana                | 75' |
| 21    | Centrocampista | Viera               |     |
| 20    | Centrocampista | Machín              |     |
| 7     | Delantero      | Boateng             | 80' |
| D. T. | D. T.          | Manuel Márquez Roca |     |

| 25    | Guardameta     | Prieto          |     |
| 4     | Defensa        | Hernández       |     |
| 29    | Defensa        | Muñoz           | 46' |
| 32    | Defensa        | Soler           | 62' |
| 80    | Defensa        | Cifu            |     |
| 21    | Centrocampista | Jony            |     |
| 19    | Centrocampista | Cecchini        | 65' |
| 31    | Centrocampista | Jose Carlos     |     |
| 11    | Centrocampista | Chory           | 62' |
| 28    | Centrocampista | Mula            | 65' |
| 26    | Delantero      | Y. En Nesyri    |     |
| D. T. | D. T.          | Míchel González |     |

| 9  | Delantero      | Calleri   | 80' |
| 8  | Centrocampista | Halilović | 75' |
| 14 | Centrocampista | Santana   | 80' |

| 9  | Delantero      | Bastón   | 65' |
| 14 | Centrocampista | Recio    | 65' |
| 10 | Centrocampista | Juanpi   | 62' |
| 8  | Centrocampista | Adrián   | 62' |
| 8  | Defensa        | González | 46' |

| 39' · 65' | Boateng Bigas | 1:0 2:0 |

| 90' | Simón |

| 90' | Recio |

| Principal | Fernández Borbalán |

| 13    | Guardameta     | Chichizola          |     |
| 22    | Defensa        | Navarro             |     |
| 17    | Defensa        | Bigas               |     |
| 23    | Defensa        | Castellano          |     |
| 2     | Defensa        | Simón               |     |
| 27    | Centrocampista | González            |     |
| 3     | Defensa        | Lemos               | 80' |
| 24    | Centrocampista | Tana                | 75' |
| 21    | Centrocampista | Viera               |     |
| 20    | Centrocampista | Machín              |     |
| 7     | Delantero      | Boateng             | 80' |
| D. T. | D. T.          | Manuel Márquez Roca |     |

| 25    | Guardameta     | Prieto          |     |
| 4     | Defensa        | Hernández       |     |
| 29    | Defensa        | Muñoz           | 46' |
| 32    | Defensa        | Soler           | 62' |
| 80    | Defensa        | Cifu            |     |
| 21    | Centrocampista | Jony            |     |
| 19    | Centrocampista | Cecchini        | 65' |
| 31    | Centrocampista | Jose Carlos     |     |
| 11    | Centrocampista | Chory           | 62' |
| 28    | Centrocampista | Mula            | 65' |
| 26    | Delantero      | Y. En Nesyri    |     |
| D. T. | D. T.          | Míchel González |     |

| 9  | Delantero      | Calleri   | 80' |
| 8  | Centrocampista | Halilović | 75' |
| 14 | Centrocampista | Santana   | 80' |

| 9  | Delantero      | Bastón   | 65' |
| 14 | Centrocampista | Recio    | 65' |
| 10 | Centrocampista | Juanpi   | 62' |
| 8  | Centrocampista | Adrián   | 62' |
| 8  | Defensa        | González | 46' |

| 39' · 65' | Boateng Bigas | 1:0 2:0 |

| 90' | Simón |

| 90' | Recio |

| Principal | Fernández Borbalán |

| 13    | Guardameta     | Chichizola          |     |
| 22    | Defensa        | Navarro             |     |
| 17    | Defensa        | Bigas               |     |
| 23    | Defensa        | Castellano          |     |
| 2     | Defensa        | Simón               |     |
| 27    | Centrocampista | González            |     |
| 3     | Defensa        | Lemos               | 80' |
| 24    | Centrocampista | Tana                | 75' |
| 21    | Centrocampista | Viera               |     |
| 20    | Centrocampista | Machín              |     |
| 7     | Delantero      | Boateng             | 80' |
| D. T. | D. T.          | Manuel Márquez Roca |     |

| 25    | Guardameta     | Prieto          |     |
| 4     | Defensa        | Hernández       |     |
| 29    | Defensa        | Muñoz           | 46' |
| 32    | Defensa        | Soler           | 62' |
| 80    | Defensa        | Cifu            |     |
| 21    | Centrocampista | Jony            |     |
| 19    | Centrocampista | Cecchini        | 65' |
| 31    | Centrocampista | Jose Carlos     |     |
| 11    | Centrocampista | Chory           | 62' |
| 28    | Centrocampista | Mula            | 65' |
| 26    | Delantero      | Y. En Nesyri    |     |
| D. T. | D. T.          | Míchel González |     |

| 9  | Delantero      | Calleri   | 80' |
| 8  | Centrocampista | Halilović | 75' |
| 14 | Centrocampista | Santana   | 80' |

| 9  | Delantero      | Bastón   | 65' |
| 14 | Centrocampista | Recio    | 65' |
| 10 | Centrocampista | Juanpi   | 62' |
| 8  | Centrocampista | Adrián   | 62' |
| 8  | Defensa        | González | 46' |

| 39' · 65' | Boateng Bigas | 1:0 2:0 |

| 90' | Simón |

| 90' | Recio |

| Principal | Fernández Borbalán |

| 13    | Guardameta     | Chichizola          |     |
| 22    | Defensa        | Navarro             |     |
| 17    | Defensa        | Bigas               |     |
| 23    | Defensa        | Castellano          |     |
| 2     | Defensa        | Simón               |     |
| 27    | Centrocampista | González            |     |
| 3     | Defensa        | Lemos               | 80' |
| 24    | Centrocampista | Tana                | 75' |
| 21    | Centrocampista | Viera               |     |
| 20    | Centrocampista | Machín              |     |
| 7     | Delantero      | Boateng             | 80' |
| D. T. | D. T.          | Manuel Márquez Roca |     |

| 25    | Guardameta     | Prieto          |     |
| 4     | Defensa        | Hernández       |     |
| 29    | Defensa        | Muñoz           | 46' |
| 32    | Defensa        | Soler           | 62' |
| 80    | Defensa        | Cifu            |     |
| 21    | Centrocampista | Jony            |     |
| 19    | Centrocampista | Cecchini        | 65' |
| 31    | Centrocampista | Jose Carlos     |     |
| 11    | Centrocampista | Chory           | 62' |
| 28    | Centrocampista | Mula            | 65' |
| 26    | Delantero      | Y. En Nesyri    |     |
| D. T. | D. T.          | Míchel González |     |

| 9  | Delantero      | Calleri   | 80' |
| 8  | Centrocampista | Halilović | 75' |
| 14 | Centrocampista | Santana   | 80' |

| 9  | Delantero      | Bastón   | 65' |
| 14 | Centrocampista | Recio    | 65' |
| 10 | Centrocampista | Juanpi   | 62' |
| 8  | Centrocampista | Adrián   | 62' |
| 8  | Defensa        | González | 46' |

| 39' · 65' | Boateng Bigas | 1:0 2:0 |

| 90' | Simón |

| 90' | Recio |

| Principal | Fernández Borbalán |

| Bandera de España                  |
| Campeón U. D. Las Palmas 1° título |

- Datos: Q35975314